# Distretto di Dörtyol
Il distretto di Dörtyol (in turco Dörtyol ilçesi) è uno dei distretti della provincia di Hatay, in Turchia.